# Гнилиця (притока Рибиці)
Гнилиця — річка в Україні, у Сумському районі Сумської області. Ліва притока Рибиці (басейн Дніпра).

## Опис
Довжина річки приблизно 10,3 км.

## Розташування
Бере початок у селі Марченки. Тече переважно на північний схід через село Гнилицю і у Малій Рибиці впадає у річку Рибицю, ліву притоку Псла.

## Притоки
- Балка Козлова - ліва притока, впадає у Гнилицю на південній околиці села Марченки
- Балка Лозова - ліва притока, впадає у Гнилицю на північній околиці села Марченки
- Яр Гудитов- ліва притока, впадає у Гнилицю між селами Марченки і Гнилиця
- Яр Сланчина- ліва притока, впадає у Гнилицю південніше села Гнилиця
- Яр Коробчиников- ліва притока, впадає у Гнилицю на північно-східній околиці села Гнилиця